# Đại học Sogang
Đại học Sogang (hangul: 서강대학교 hanja: 西江大學校 Hán Việt: Tây Giang Đại học hiệu) là một trường đại học tọa lạc ở quận Mapo, Seoul, Hàn Quốc. Đây là một trong những nghiên cứu hàng đầu và trường đại học nghệ thuật tự do hàng đầu tại Seoul, Hàn Quốc. Trường đại học này được thành lập vào năm 1960 bởi Dòng Tên để cung cấp giáo dục dựa trên tín ngưỡng Công giáo và lấy cảm hứng từ triết lý giáo dục của Dòng Tên, như Đại học Georgetown ở Mỹ, trường Đại học Sophia ở Nhật Bản, và Đại học Ateneo de Manila ở Philippines.
Xếp hạng đầu tại Hàn Quốc trong số các trường đại học bốn năm mà không có trường y tế theo Đánh giá xếp hạng JoongAng Ilbo vào năm 2008 và lần thứ hai tại Hàn Quốc về danh tiếng của khả năng của sinh viên tốt nghiệp trong Đánh giá Xếp hạng của Đại học Chosun Ilbo trong năm 2009.
Ngoài giáo dục đại học, Trung tâm Giáo dục Ngôn ngữ Hàn Quốc tại Sogang dạy tiếng Hàn như một ngoại ngữ cho sinh viên từ khắp nơi trên thế giới.

## Sinh viên nổi bật
- Park Geun-hye
- Park Eun-bin

## Link
Website Hội sinh viên Việt Nam tại đại học Sogang: https://sites.google.com/site/svvnsg/home